# Brendan Christian
Brendan Kyle Akeem Christian (* 11. prosince 1983 Saint John's) je atlet, sprinter pocházející z Antiguy a Barbudy.
V roce 2002 vybojoval stříbro v běhu na 200 metrů na mistrovství světa juniorů. V roce 2007 zvítězil v běhu na 200 metrů na Panamerických hrách, na poloviční distanci vybojoval bronz. Dvakrát startoval na Letních olympijských hrách, v roce 2004 v Athénách skončil ve čtvrtfinále a o čtyři roky později v Pekingu v semifinále.